# Sainte-Françoise (Les Basques)
Pour les articles homonymes, voir Sainte-Françoise.
Sainte-Françoise est une municipalité de paroisse  située dans la municipalité régionale de comté des Basques dans la région administrative du Bas-Saint-Laurent au Québec (Canada).

## Toponymie
Saint-Françoise est nommée en l'honneur de Françoise Romaine, patronne de la paroisse catholique depuis le 25 février 1864,.

## Histoire
Le premier colon de l'endroit, Jérémie Beaulieu, s'y installe avec sa famille en 1843. En 1846, il est rejoint par son frère.
De 1857 à 1864, l'endroit est connu sous le nom de mission de Notre-Dame-des-Bois qui est desservie par les curés de Trois-Pistoles,. La première messe y est célébrée en 1859.
En 1864, la première chapelle est construite, les registres paroissiaux sont ouverts et la paroisse commence à avoir des desservants résidant jusqu'en 1872 lorsque le premier curé est nommé,.
Le 29 janvier 1873, la paroisse de Sainte-Françoise est érigée canoniquement en se détachant de la paroisse de Notre-Dame-des-Neiges de Trois-Pistoles,,. Le 6 décembre de la même année, elle est érigée civilement.
Le 1er janvier 1876, la municipalité de paroisse de Sainte-Françoise est créée.
En 1901, la première église est construite.
En optant pour cette appellation, on a voulu rendre hommage à sainte Françoise Romaine (1384-1440). Elle a surtout fait preuve d'une charité peu commune lors de la terrible peste de 1413-1414. À la mort de son mari, en 1436, elle entre chez les Oblates Olivétaines, congrégation qu'elle avait elle-même fondée en 1433. Elle recevra les honneurs de la sainteté en 1608.
L'exploitation forestière demeure l'activité économique locale majeure.

## Géographie
La municipalité de paroisse de Sainte-Françoise fait partie de la municipalité régionale de comté des Basques dans la région administrative du Bas-Saint-Laurent. Elle se situe entre Saint-Mathieu-de-Rioux et Saint-Éloi près de Trois-Pistoles. Elle est traversée par le chemin de fer du Canadien National.
La rivière des Trois-Pistoles délimite le nord-ouest de la municipalité puis coule vers le nord-ouest jusqu'à son embouchure à Notre-Dame-des-Neiges.
À partir de son crénon, dans le sud-ouest, la rivière de la Sauvagesse coule vers le sud-ouest jusqu'à sa confluence avec la rivière des Trois-Pistoles.
La rivière aux Sapins traverse le centre-nord de la municipalité de l'est vers le sud-ouest.
La rivière Ferrée coule le centre ce la municipalité d'est en ouest jusqu'à sa confluence avec la rivière aux Sapins.
La rivière aux Bouleaux traverse le sud d'est en ouest.
À partir de son crénon, dans le sud-est, la rivière aux Perdrix coule vers le sud-ouest.
La rivière Abraham-Bell traverse la pointe sud-ouest de la municipalité vers le sud-ouest.

## Démographie

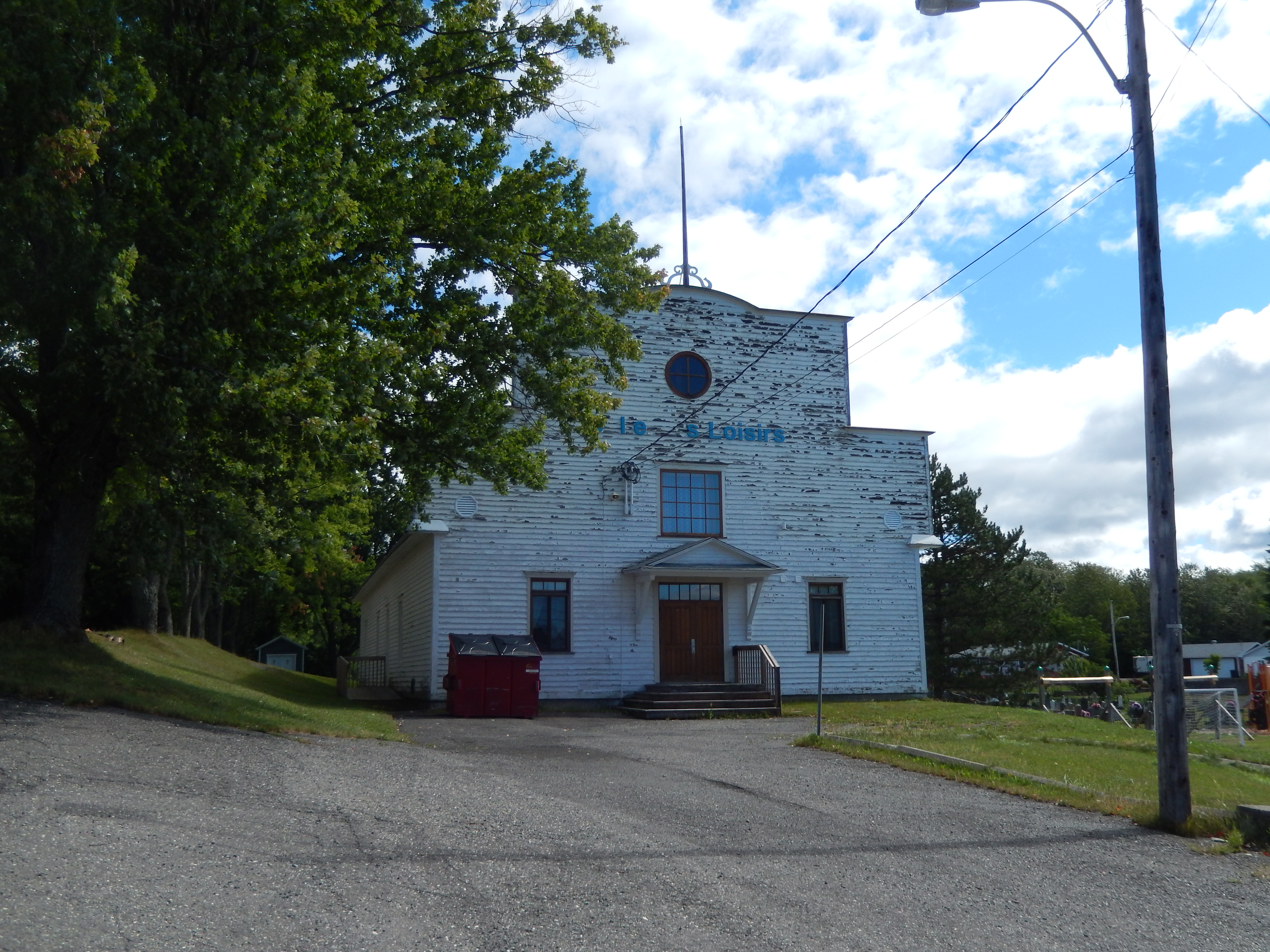
Salle des loisirs de Sainte-Françoise en août 2017

| 1881 | 1891 | 1901 | 1911 | 1921  | 1931  | 1941  | 1951  |
| ---- | ---- | ---- | ---- | ----- | ----- | ----- | ----- |
| 659  | 704  | 708  | 890  | 1 060 | 1 074 | 1 136 | 1 176 |

| 1956  | 1961  | 1966 | 1971 | 1976 | 1981 | 1986 | 1991 |
| ----- | ----- | ---- | ---- | ---- | ---- | ---- | ---- |
| 1 236 | 1 073 | 934  | 763  | 647  | 601  | 570  | 506  |

| 1996 | 2001 | 2006 | 2011 | 2016 | 2021 | - | - |
| ---- | ---- | ---- | ---- | ---- | ---- | - | - |
| 467  | 453  | 431  | 399  | 386  | 383  | - | - |

## Économie
L'industrie forestière est la principale activité économique de Sainte-Françoise.

## Administration
Les élections municipales se font en bloc pour le maire et les six conseillers.
| Sainte-Françoise Maires depuis 2001                                                                                  |                   |         |          |
| Élection | Maire             | Qualité | Résultat |
| 2001 | Alcide D'Amours   |         | Voir     |
| 2005 | Bernard D'Amours  |         | Voir     |
| 2009 | Simon Lavoie      |         | Voir     |
| 2013 | Jean-Yves Belzile |         | Voir     |
| 2017 | Simon Lavoie (2)  |         | Voir     |
| 2021 | Simon Lavoie (2)  | Voir    |          |
| Élection partielle en italique Depuis 2005, les élections sont simultanées dans toutes les municipalités québécoises |                   |         |          |